# Gilles Bonhomme
Gilles Bonhomme (ur. 18 czerwca 1978) – francuski judoka. Uczestnik mistrzostw świata w 2009. Startował w Pucharze Świata w latach 1998–2001, 2003, 2007, 2011 i 2012. Brązowy medalista mistrzostw Europy w 2009. Wicemistrz Europy juniorów w 1997. Mistrz Francji w 2011 roku.